# Florian Maier
Florian Maier (sinh 7 tháng 1 năm 1992) là một cầu thủ bóng đá Áo đang thi đấu cho FC Blau-Weiß Linz.